# Conistra scortea
Conistra scortea är en fjärilsart som beskrevs av Otto Staudinger 1897. Conistra scortea ingår i släktet Conistra och familjen nattflyn. Inga underarter finns listade i Catalogue of Life.